# Lipperswil
Lipperswil ist eine ehemalige Ortsgemeinde der damaligen Munizipalgemeinde Wäldi und eine Ortschaft im Kanton Thurgau in der Schweiz.
Am 1. Januar 1995 schloss sich die Ortsgemeinde Lipperswil mit den Ortsgemeinden Engwilen, Sonterswil und Wäldi im Zuge der Thurgauer Gemeindereorganisation zur politischen Gemeinde Wäldi zusammen.

## Geographie
Lipperswil liegt am Südhang des Seerückens und nördlich der Autobahn A7. Zur Ortsgemeinde gehörten nebst Lipperswil auch die Ortschaften Hattenhausen (am 31. Dezember 2023 69 Einwohner) und Hefenhausen (100 Einwohner).
In Hefenhausen befinden sich eine Postagentur, eine Bank und die Gemeindeverwaltung Wäldi.

## Geschichte

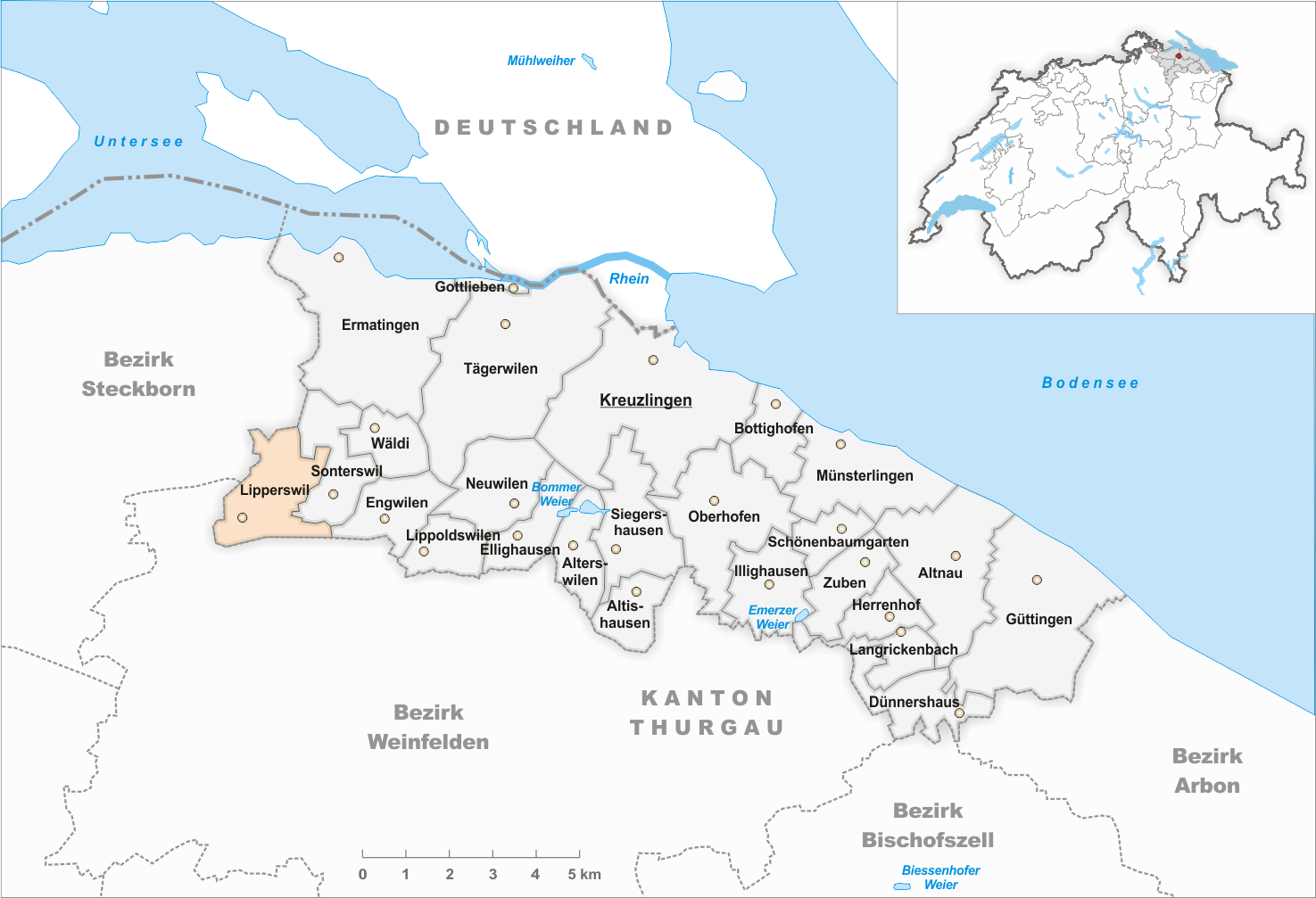
Gemeindestand vor der Fusion im Jahr 1995

Die Siedlung wurde 1252 als Luimprechtswilær erstmals urkundlich erwähnt. Lipperswil gehörte den Freiherren von Bürglen, bis es 1284 an das Chorherrenstift St. Johann in Konstanz verkauft wurde. Die Chorherren besassen das niedere Gericht bis 1798. Hattenhausen und Hefenhausen bildeten ein Gericht, das die Schlossbesitzer von Salenstein und Hard abwechselnd bis 1798 verwalteten. 1803 bis 1805 gehörte Lipperswil zur Munizipalgemeinde Müllheim, danach bis 1994 zur Munizipalgemeinde Wäldi. 1812 wurden die Ortsgemeinden Hattenhausen-Hefenhausen und Lipperswil zur Ortsgemeinde Lipperswil vereinigt.
Die Kirche wurde im Jahre 1209 als Filiale von Wigoltingen erbaut.
Lipperswil schloss sich 1529 der Reformation an.
Mit dem Wigoltingerhandel im Jahre 1664 ging die Kirche Lipperswil in die Geschichte ein.
Neben Raperswilen betreute der Pfarrer von Lipperswil nach 1723 Wäldi sowie ab 1895 auch Sonterswil.
Im 19. Jahrhundert lösten Obstbau, Vieh- und Milchwirtschaft den Ackerbau ab; Rebbau wurde bis ins 20. Jahrhundert betrieben. Die Mühle, die 1301 bezeugt ist, brannte 1895 nieder. Im 19. Jahrhundert boten eine Weberei sowie eine Schusterei, um 1900 dann eine Stickerei, eine Sägerei und eine Käserei Beschäftigung. Heute prägen der Freizeitpark Conny-Land der Zirkusfamilie Gasser und der 1999 eröffnete Golfplatz die Ortschaft.
→ siehe auch Artikel Wigoltingerhandel

## Wappen

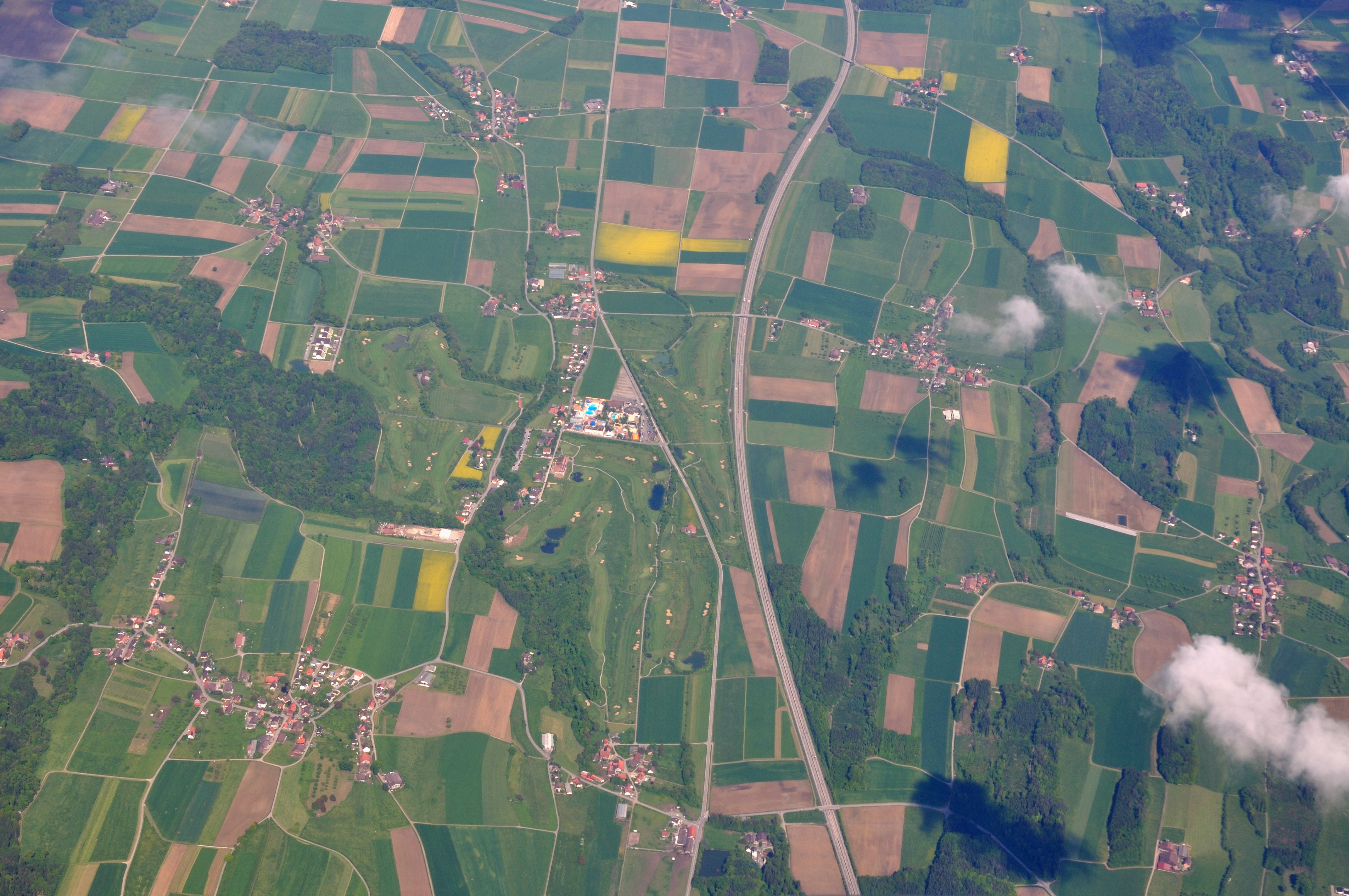
Luftaufnahme von 2010

Das Wappen zeigt den gekrönten Löwen der Freiherren von Bürglen in den Farben der von Bürglen in der unteren und der Herren von Klingenberg in der oberen Schildhälfte. Die Klingenberg waren Besitzer von Hattenhausen, einer Vogtei des Klosters Reichenau.

## Bevölkerung
| Jahr         | 1850  | 1900  | 1950  | 1990  | 2010  | 2018  | 2023  |
| Ortsgemeinde | 307   | 293   | 247   | 258   |       |       |       |
| Ortschaft    |       |       |       |       | 117   | 146   | 139   |
| Quelle       | [ 4 ] | [ 4 ] | [ 4 ] | [ 4 ] | [ 9 ] | [ 2 ] | [ 5 ] |

Von den insgesamt 139 Einwohnern der Ortschaft Lipperswil am 31. Dezember 2023 waren 26 bzw. 18,7 % ausländische Staatsbürger. 39 (28,1 %) waren evangelisch-reformiert und 35 (25,2 %) römisch-katholisch.

## Bildung
Die Primarschule befindet sich im benachbarten Sonterswil, den Kindergarten in Illhart besuchen die Kinder mit dem Schulbus. In die Oberstufe gehen die Kinder nach Wigoltingen.
Mittelschulen befinden sich in Kreuzlingen und Frauenfeld.

## Verkehr
Lipperswilen wird von der Hauptstrasse 1 Winterthur–Kreuzlingen, die durch Hefenhausen führt, erschlossen.
Dem öffentlichen Verkehr dienen die Postautolinien 832 Müllheim-Wigoltingen–Raperswilen, 833
Weinfelden–Ermatingen und 920 Kreuzlingen–Frauenfeld.

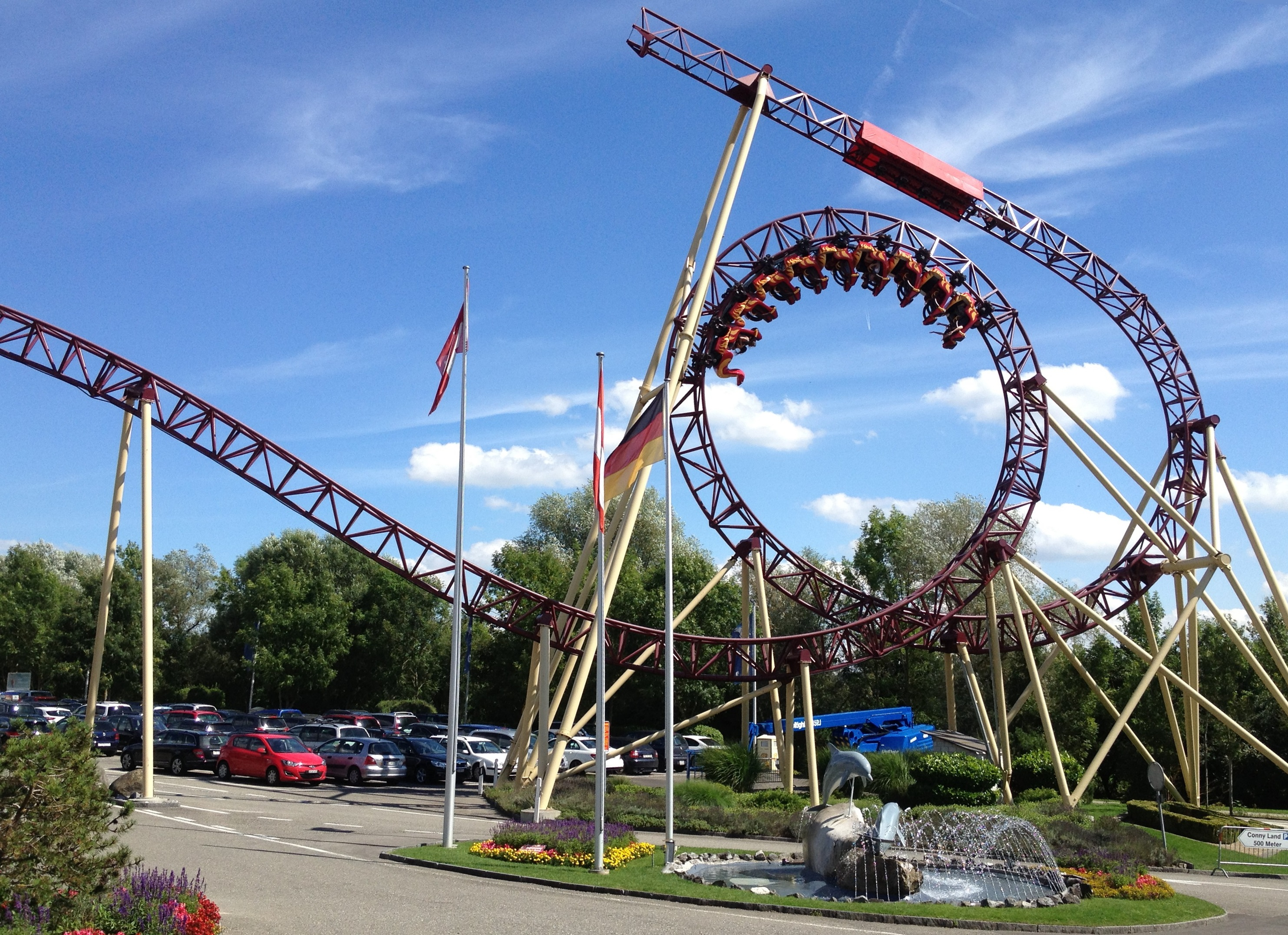
Achterbahn Cobra im Conny-Land

## Freizeit
Durch den Familienpark Conny-Land ist Lipperswil schweizweit bekannt. 
Direkt daneben befindet sich eine 27-Loch-Golfanlage mit Clubrestaurant, die Driving Range ist ganzjährig in Betrieb und für jedermann zugänglich. Auf dem nördlich an den Golfplatz angrenzenden Guggenbühl entstand auf den Parzellen eines früheren Schweinemastbetriebes 2010 ein Wellness-Hotel.

## Bilder

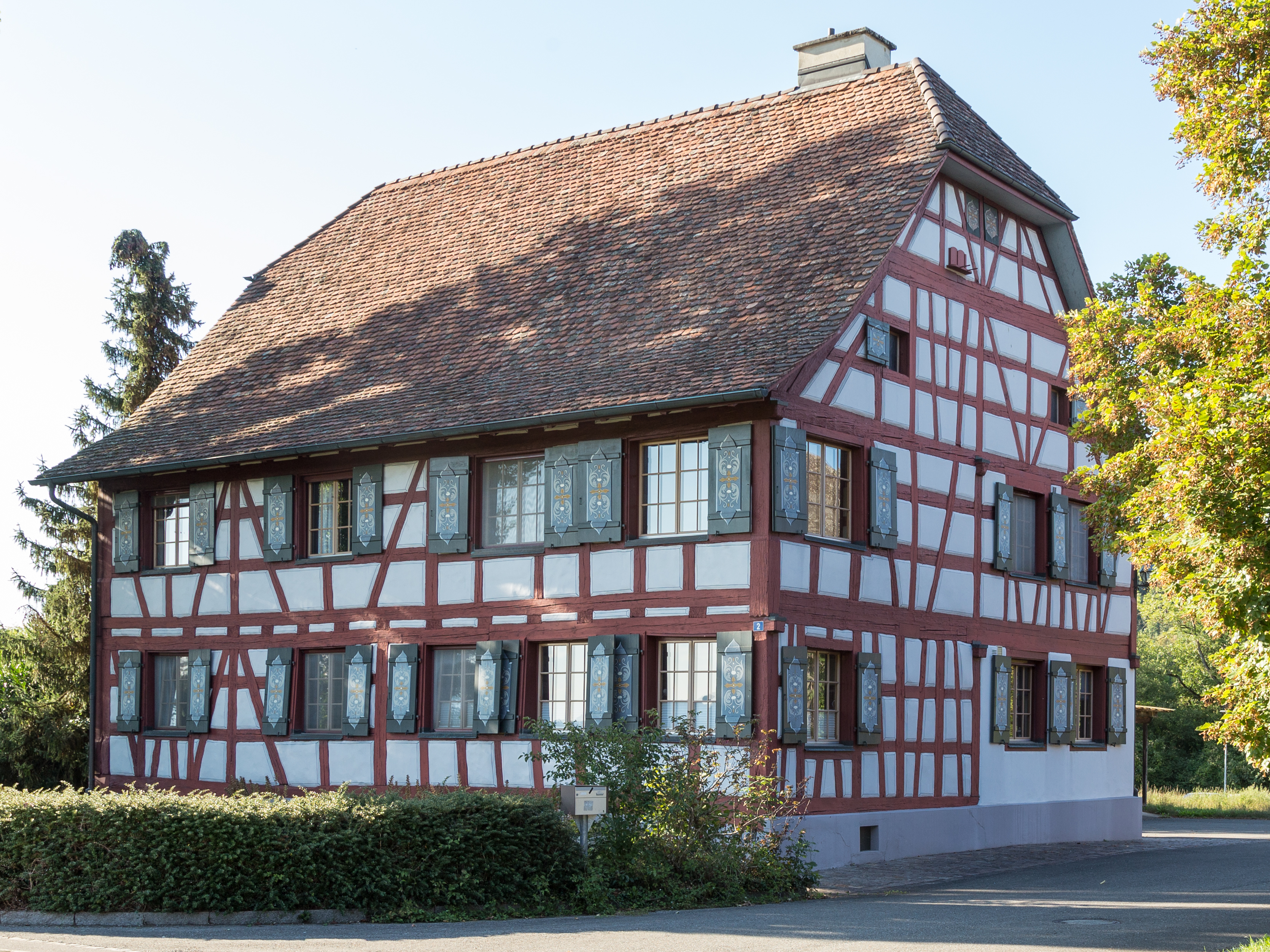
Kellhof Lipperswil
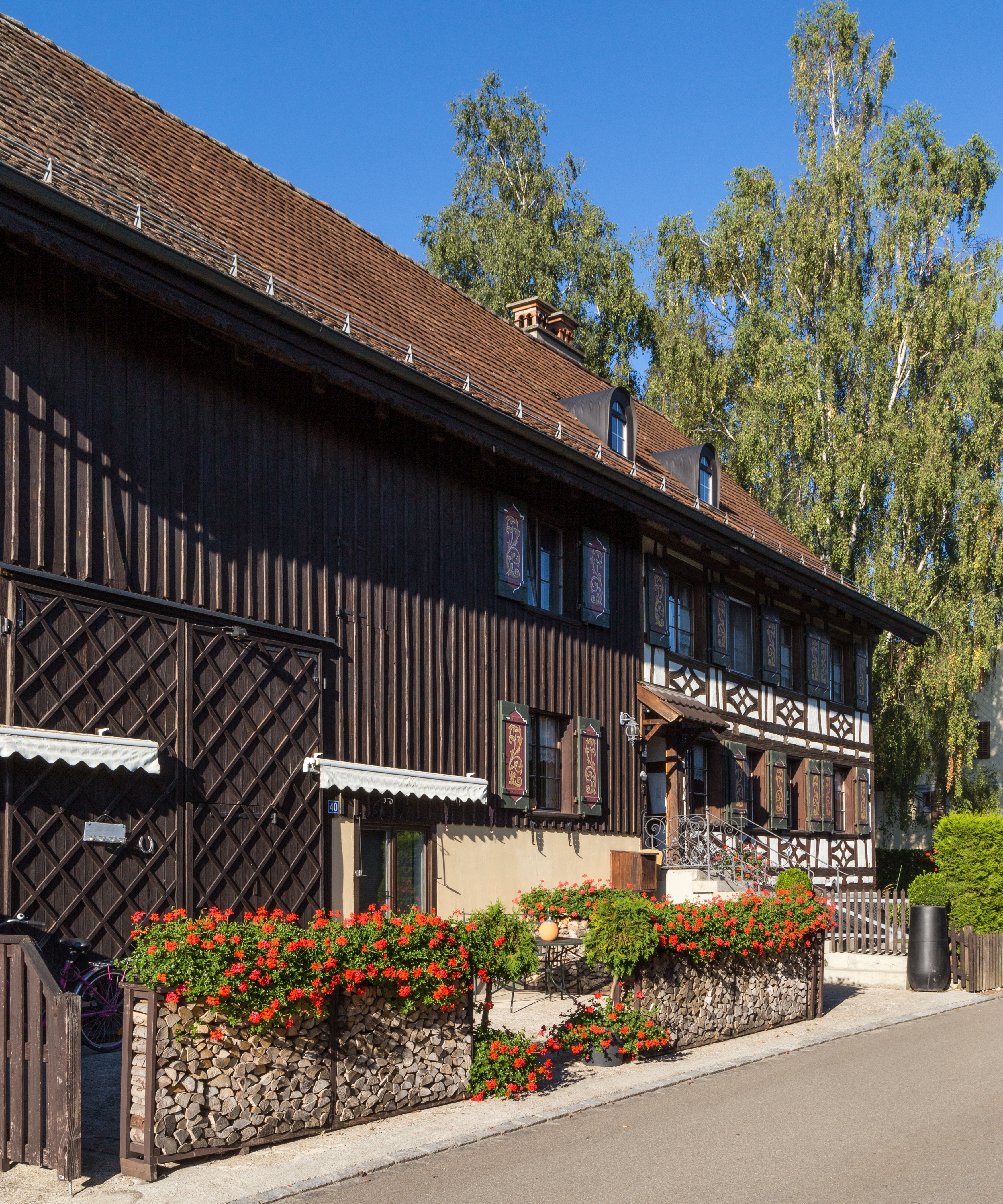
Birkenhof Postweg 40
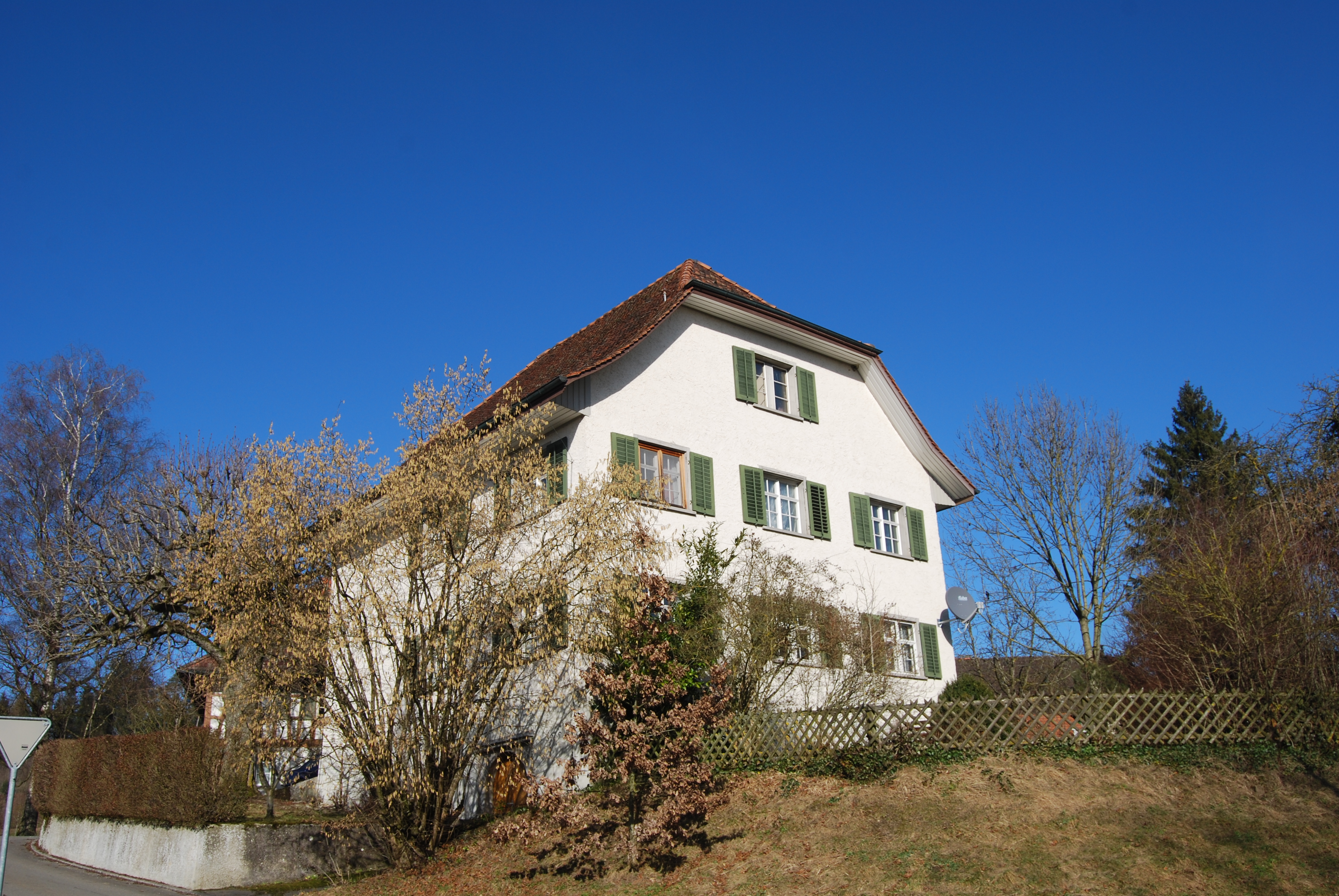
Evangelisches Pfarrhaus
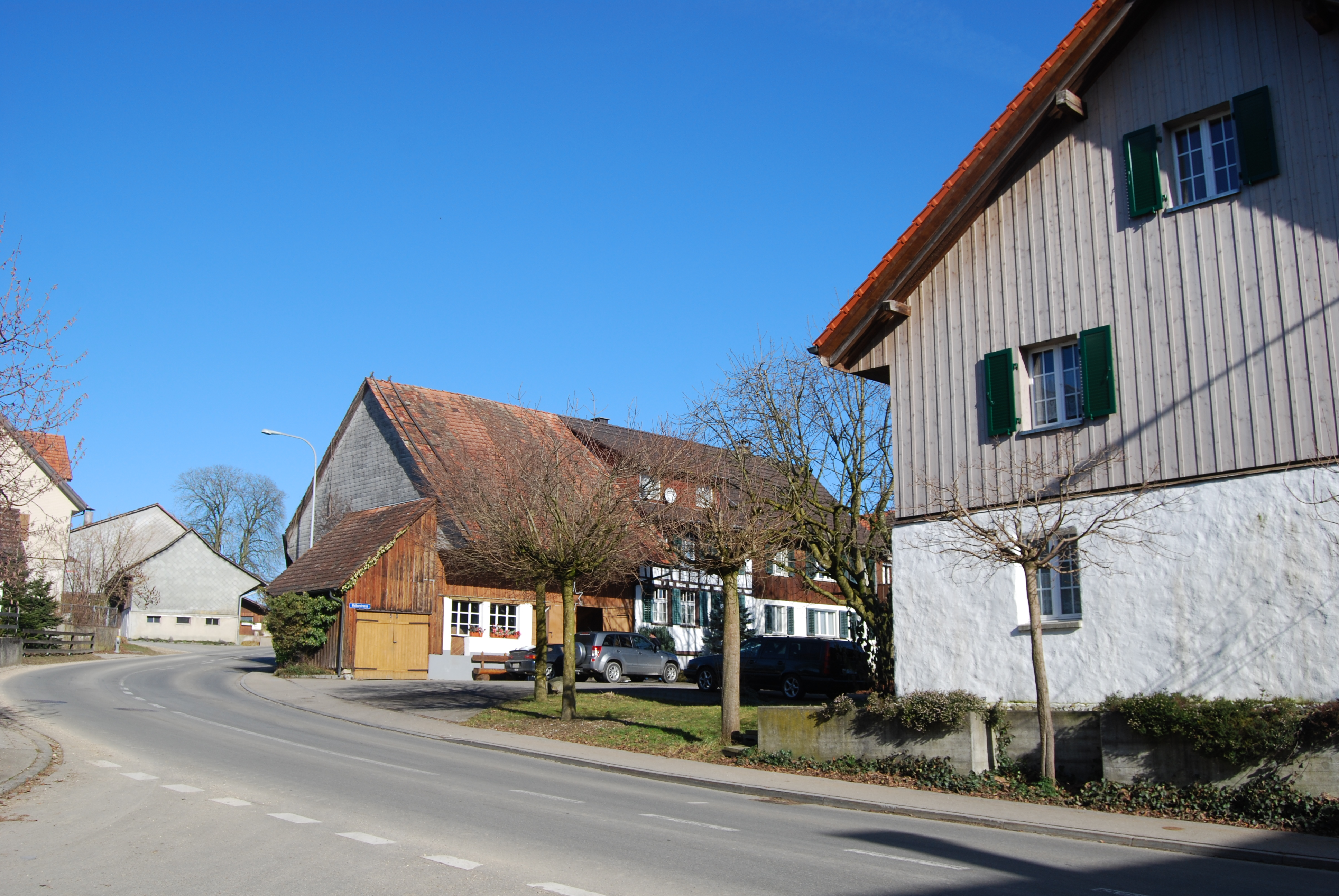
Hattenhausen
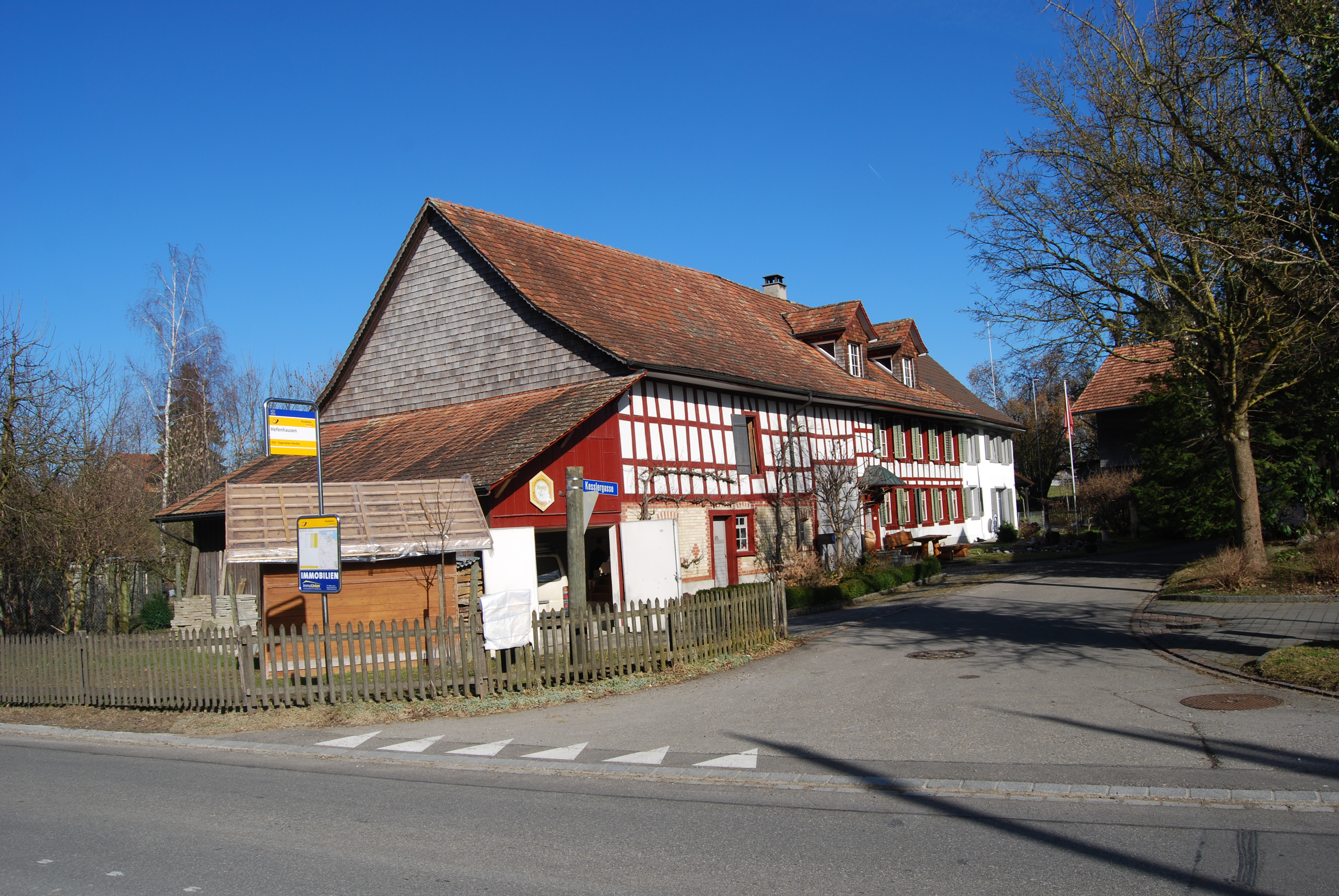
Hefenhausen